# Aino (taal)
Het Aino (ook wel: Ainoe of Ainu, Aino: アイヌ イタク, aynu itak; Japans: アイヌ語 ainu-go) is de taal van het Aino-volk, dat op het Japanse eiland Hokkaido leeft, een van de noordelijke eilanden van Japan. Het is een isolaat en een bedreigde taal.
Tot de twintigste eeuw werd Aino ook gesproken op de zuidelijke helft van het eiland Sachalin en door een klein aantal mensen op de Koerilen. Er zijn diverse meldingen dat Aino ook gesproken werd op het eiland Honshu en de zuidelijke punt van het schiereiland Kamtsjatka. Aanwijzingen hiervoor zijn Aino plaatsnamen in beide locaties, maar de identificatie als Aino wordt door sommigen betwist.
Slechts enkele honderden Aino beheersen de taal nog volledig. Er wordt algemeen aangenomen dat Aino geen genealogische relatie heeft met een andere taal.

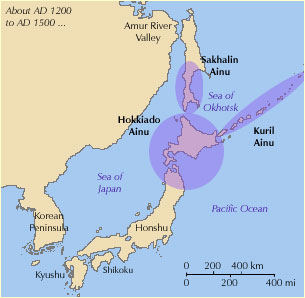
Vroegere taalgebied van Aino